# 臘戍
臘戍（缅甸语委转写： [láʃó mjo̰]），又作腊戌，是缅甸掸邦北部的重要城市，也是该邦第二大城市。根据2020年缅甸全国人口普查数据，腊戍市人口约为60万人，海拔约870米。
腊戍是缅甸北部的交通枢纽和货物集散地，为滇缅公路的起点，亦是从缅甸曼德勒前往木姐及中国云南省的必经之地。该市与中国的边境贸易尤为频繁，是其最主要的边贸伙伴之一。此外，腊戍也是中国、印度与东南亚国家之间交流的重要节点，可通往仰光、泰国及新加坡等中南半岛国家。市内交通网络发达，具备公路、铁路和航空等多种交通方式，惟不具备水路运输条件。腊戍地形呈现北低南高、东低西高的分布格局。
行政区划方面，腊戍市划分为12个主要区域，口语中常以“号”或“保”称呼（如“12保”或“12号”指第12分区），1990年代后也开发了若干新区。
腊戍是典型的多民族、多语言、多信仰城市。居民以华人居多，据估计约占总人口的60%，主要包括云南人、果敢人、福建人、广东人、客家人和山东人等。其他族群包括掸族、缅族、印度人、苗族及其他少数民族。宗教方面，佛教为主要信仰，此外亦有伊斯兰教、新教、天主教、印度教及本地传统信仰等。
教育方面，腊戍拥有约120所华文学校，其中设有初中与高中阶段教育（共13所高中），缅文政府学校则包括20余所小学、中学与高中，同时设有3所学院及4所大学，为掸邦北部的重要教育中心。
2023年1027颶風行動期間，由於腊戍作為緬甸殘軍反撲三兄弟聯盟的後盾，果敢同盟軍于2024年7月发起總攻腊戍的武裝行動，至次月初完全占领臘戍。2025年4月同盟军撤出腊戍，交还军政府，但保持在腊戍周边活动。

## 教育
臘戍目前設有國立臘戍大學、科技大學、電信大學與臘戍護理學院。

## 交通
- 臘戍機場
- 臘戍車站
- 臘戍火車站
- 臘戍大巴車站
- 臘戍客运車站